# ساو خوسيه دا سافيرا
ساو خوسيه دا سافيرا بلدية في ولاية ميناس جيرايس في المنطقة الجنوبية الشرقية من البرازيل.